# Muralmålning

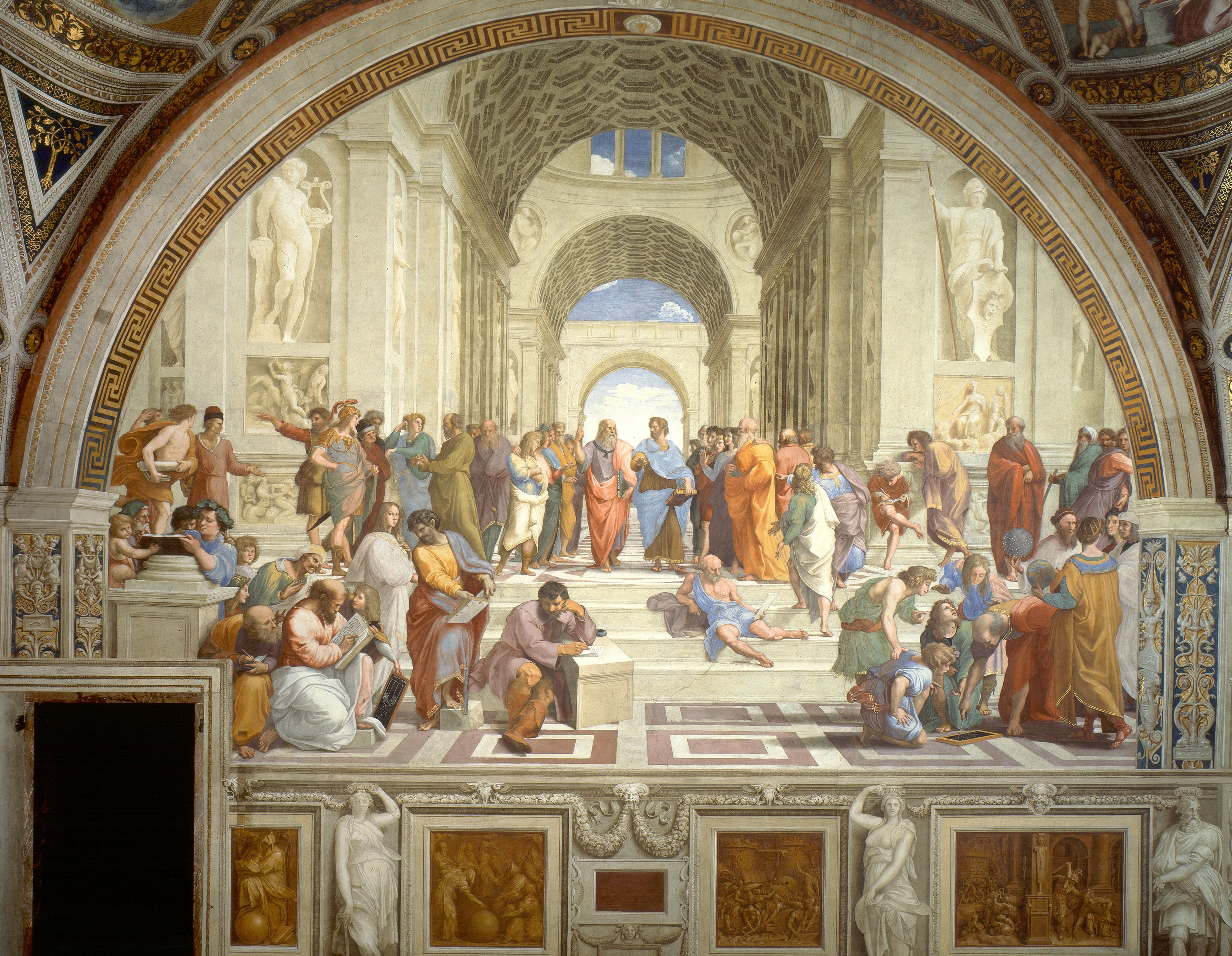
Skolan i Aten (Scuola di Atene)
Målning i freskoteknik (1509–1511) av Rafael.

Muralmålning eller väggmålning är en konstnärlig målning som utgör en integrerad del av rummet eller byggnaden. Den kan vara utförd direkt på väggytan eller målad på annan plats för att sedan monteras permanent på sin plats. Även fasta målningar i tak och på fasader kallas muralmålningar. Det är så en form av arkitekturbunden eller byggnadsanknuten konst.
Termerna fresk och kalkmålning används ibland generaliserat som synonymer till muralmålning, även om de har ursprung i särskilda tekniker inom muralmålning och ofta används i snävare betydelser.
Muralmålningar har mycket lång historia som förmedlare av berättelser eller som stöd för berättande. Kyrkomålningar är exempel på sådan funktion.
Muralmålningen är samtidigt en form av arkitekturutsmyckning som antingen kan utnyttja väggens platthet eller skapa intrycket av en ny yta eller ett nytt rum. Ett exempel är Leonardo da Vincis Nattvarden, som ger en illusorisk fortsättning på rummet.

## Tekniker

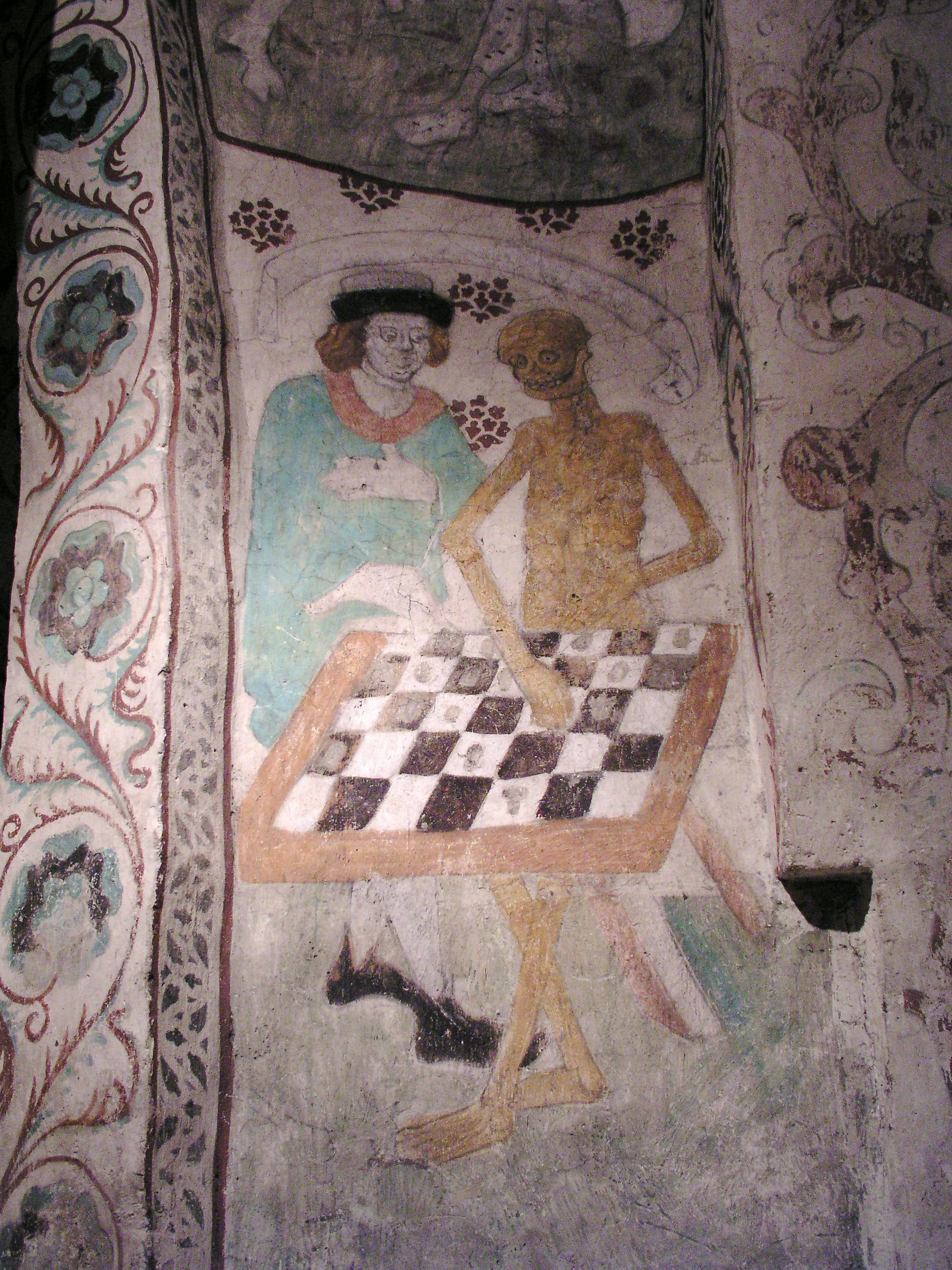
"Döden spelar schack", muralmålning i seccoteknik av Albertus Pictor i Täby kyrka i Uppland från sent 1400-tal.

Muralmålningar har genom historien skapats med flera olika tekniker. Många av de mest kända muralmålningarna är utförda på kalkputs, men även andra tekniker har funnits lång tid, och nya har tillkommit.

I sammanhanget avser den svenska termen kalkmålning ofta muralmålning på kalkputsad yta, men det förekommer både snävare och bredare definitioner, och termen behöver specificeras där det finns risk för missförstånd. I litteratur och forskning används även det mer inkluderande begreppet muralmålning för dessa, med tydligare specificering av teknik vid behov.

### Målning på kalkputs
Muralmålningsteknikerna på kalkputsade ytor kan grovt delas in två huvudgrupper: freskoteknik (al fresco) på färsk och fortfarande fuktig puts, och seccoteknik (al secco) på torr puts.
Bindemedlet vid rena kalktekniker utgår från släckt kalk (kalciumhydroxid), vilken slammats upp i vatten till en kalkmjölk. Den härdar genom så kallad karbonatisering, där kalciumhydroxiden reagerar med kolsyra och ombildas till kalciumkarbonat som kristalliserar. Kolsyran kommer från luftens koldioxid som löst sig i vattnet.
Underlaget brukar först byggas upp med åtminstone ett par lager kalkputs över hela ytan. Det yttersta lagret, som man målar på, kallas intonaco och består av en extra fin puts. För att få ett ljust underlag, utgörs sandmaterialet ofta av finkrossad, vit marmor, och den här putsen kallas då även marmorino.
Pigment som används tillsammans med kalk måste vara kalkäkta, det vill säga tåla dess alkaliska miljö.

#### Al fresco

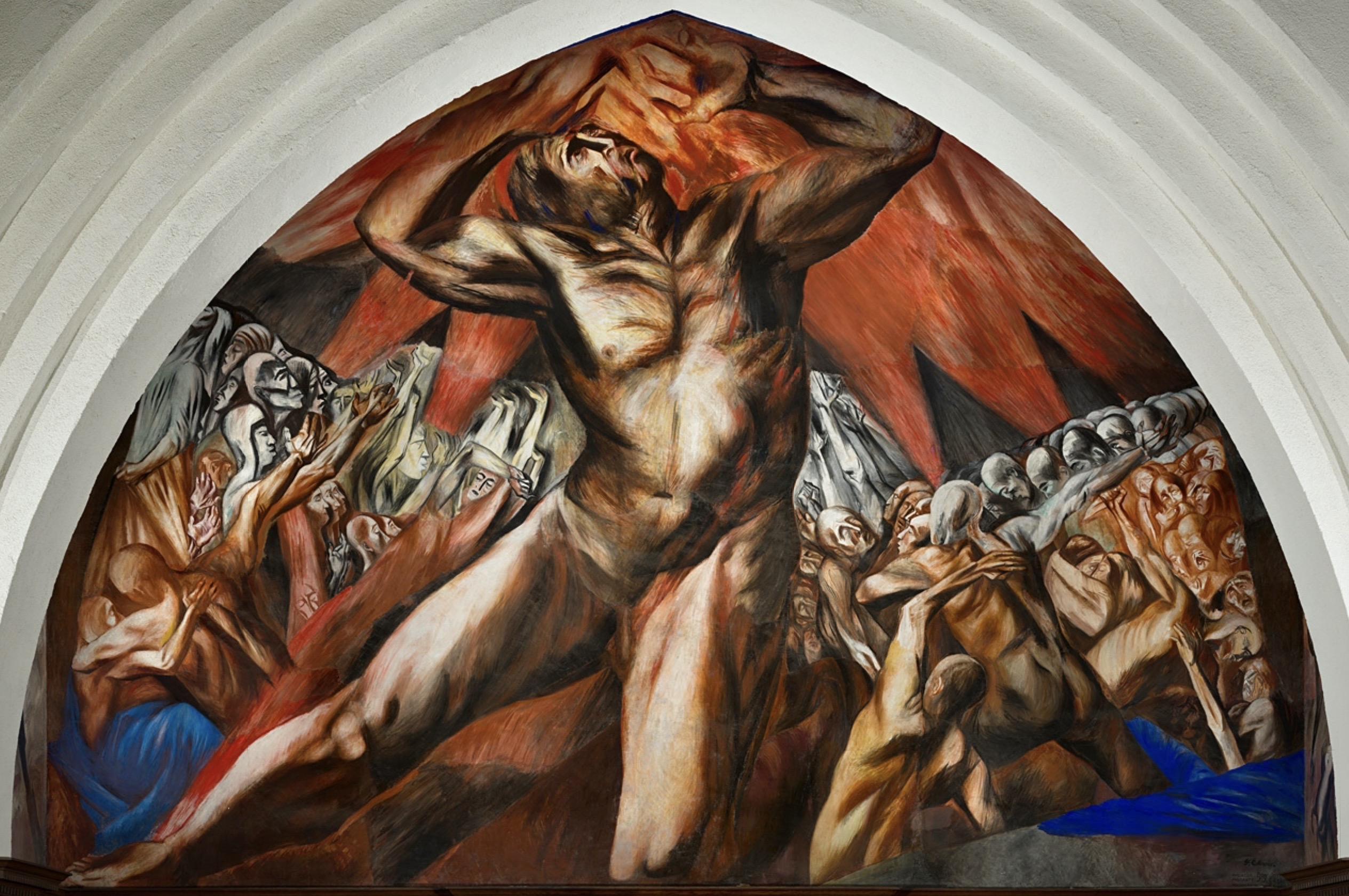
Prometheus
Freskomålning (delvis skymd av valvbågen)
José Clemente Orozco, 1930
Pomona College, Claremont, USA

Al fresco-teknik, eller freskoteknik, innebär att målningen görs på en fortfarande fuktig puts, innan den hunnit härda på ytan. Uttrycket kommer från italienskan, med samma betydelse, i sammanhanget ungefär "på det färska". Kallas även a fresco och affresco.
Färgpigmenten slammas upp i vatten och stryks på den färska putsen. De blandas då in i kalkens ytskikt och omges av dess kristaller när putsen härdat. Det gör att al fresco är den mest hållbara av teknikerna på kalkputs. Den rena freskotekniken, där pigmenten kommer in ordentligt i underlaget, kallas även buon fresco.
Med den här tekniken har man en begränsad tid på sig innan putsen härdar. Därför stryker man bara ut målningsunderlagets puts över just det område man avser klara av under dagen, kallat giornata. Man lägger gärna gränsen mellan dessa giornata längs konturlinjer, för att följa skarven så mycket som möjligt.
Det är vanligt att se freskomålningar som har efterarbetats med seccoteknik av konstnären själv. Det kan till exempel röra sig om tillägg av detaljer eller lasering, eller tillsammans med ett organiskt bindemedel för pigment som inte kan användas a fresco.

#### Mezzo fresco
Mezzo fresco (ungefär halvfärskt) är en variant av freskotekniken, där intonacon, kalkputsunderlaget man målar på, har kommit längre i härdningen än vid buon fresco och bara har en liten fuktighet kvar. När pigmenten stryks på kommer de därmed inte lika långt in i putsen, vilket ger en annan effekt. En viktig fördel med mezzo frescco-tekniken är att den ger konstnären längre tid. Större partier kan då färdigställas samtidigt, så att man får en mer sammanhållen målning utan skarvar. Metoden blev populär under renässansen och vid början av 1600-talet hade den i stort sett ersatt buon fresco.

#### Al secco

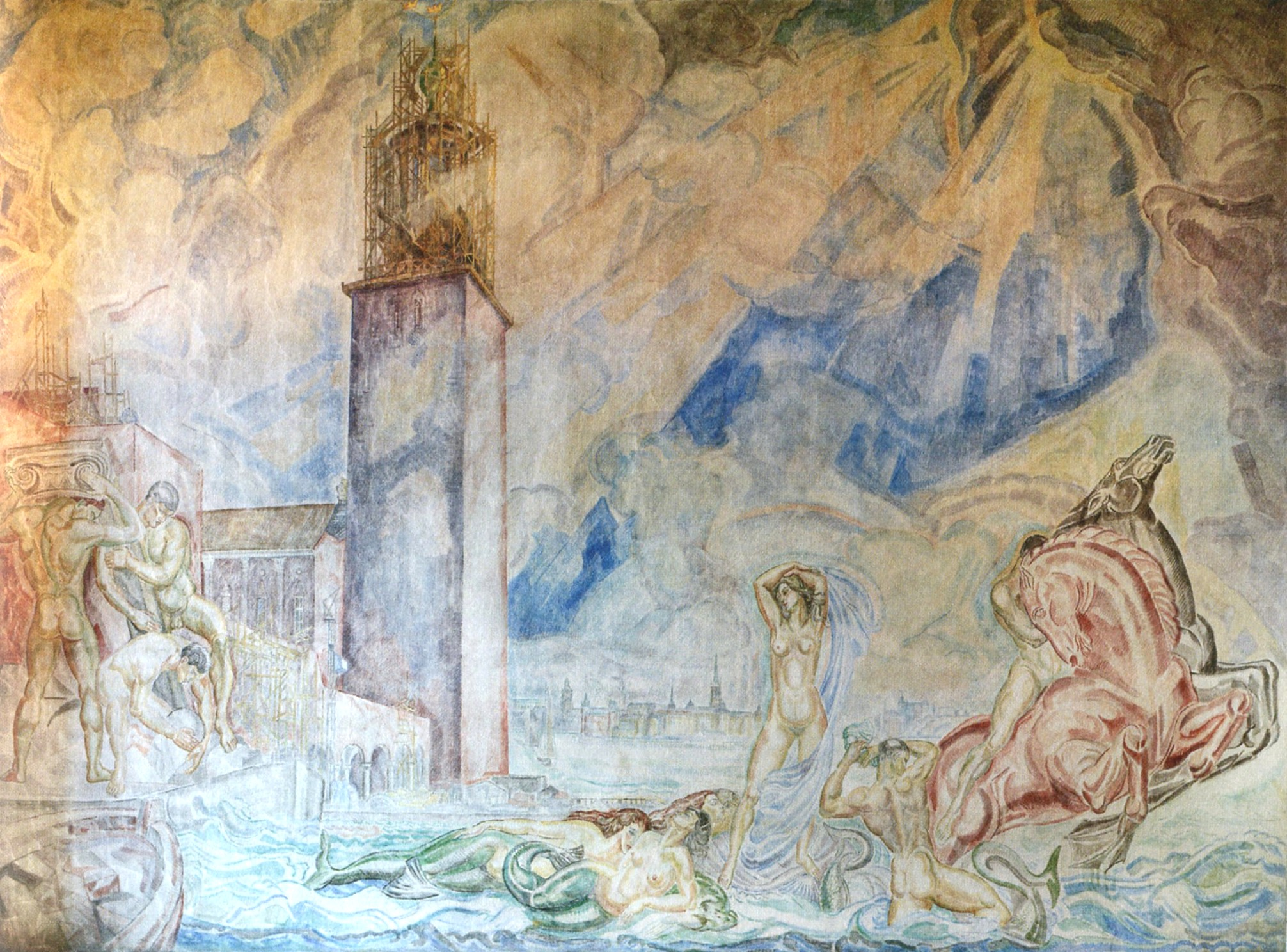
"Apoteos över Stockholm som sjöstad" i Blå rummet, Stockholms stadshus, al secco-målning av Axel Törneman, 1920.

Al secco-teknik, eller seccoteknik, innebär att målningen görs på en kalkputs som har härdat och torkat. Termen al secco kommer från italienskan och direktöversätts till "på det torra". Kallas även a secco. Med seccoteknik kan en målning färdigställas snabbare. Samtidigt har man inte freskoteknikens tidspress, så när det behövs kan man också ta längre tid på sig. Tekniken medger dessutom målning av finare detaljer. Den kan också användas som komplement till freskoteknik.
Målning på torr puts eller på en torr freskomålning skapar dock ett skikt som inte har en kemisk, utan bara fysikalisk bindning till underlaget. Det blir därför inte lika hållbart som vid freskoteknik, där pigmenten innesluts i underlaget när det härdar.
Vid målning med kalkteknik på en torr kalkputs, fuktas ytan med kalkvatten innan man lägger på kalkfärg, pigment uppslammat i en kalkmjölk. I målningar utförda al secco brukar man dock hitta även andra bindemedel än kalk.
Bland bindemedel som återfinns i målningar med seccoteknik, ses, utöver kalk, exempelvis kasein, animaliskt lim, olja eller ägg. Det kan finnas olika anledningar till att dessa valts; man kan till exempel ha velat förbättra bindningen till underlaget, få längre tid att bearbeta målningen innan den stelnar, eller så har man anpassat bindemedlet utifrån egenskaperna hos ett visst pigment. Det organiska innehållet har dock påverkat hållbarheten negativt. En del av dessa bindemedel ger också färgen mindre lyster än ren kalkteknik.

### Andra tekniker med kalkputs
Kalkputs används inte bara som underlag för målning, utan kan i sig användas för bildskapande.
Den fina kalkputsen med vit marmor, kallad marmorino, används även färgsatt med pigment och kommer ibland till användning för muralmålningar. Då den ofta efterbehandlas med tvål eller vax och kan ges en hög glans, kallas den ibland också för stucco lustro. Stucco lustro avser annars en liknande kalkputs där man blandat i tvål direkt i materialet, och som även den används för vägg- eller takmålningar.
En annan teknik som används för bildskapande med kalkputs är sgraffito, där man har två skikt med puts i kontrasterande färger och struktur. Medan det fortfarande är mjukt, ristas det yttre skiktet så att bilden framträder med den undre putsens färgsättning.

### Enkaustik
Enkaustik, målning med vaxfärger, har varit mer ovanligt vid muralmålning, men exempel finns från såväl det bysantinska Egypten som från de senaste århundradena.

### Silikatfärg
Under senare delen av 1800-talet introducerades silikatfärg, initialt avsett just för konstnärligt muralmåleri och som ett beständigare alternativ till kalkfärg. Den kräver dock ett starkare underlag än kalkputs.

### Akrylfärg
Vattenburen akrylfärg kom i mitten av 1950-talet och fick därefter allt större användning. Akrylfärg har utmärkt långtidsbeständighet i inomhusmiljö. Vid utomhusarbeten har den dock vissa nackdelar när det gäller beständighet jämfört med silikatfärg.

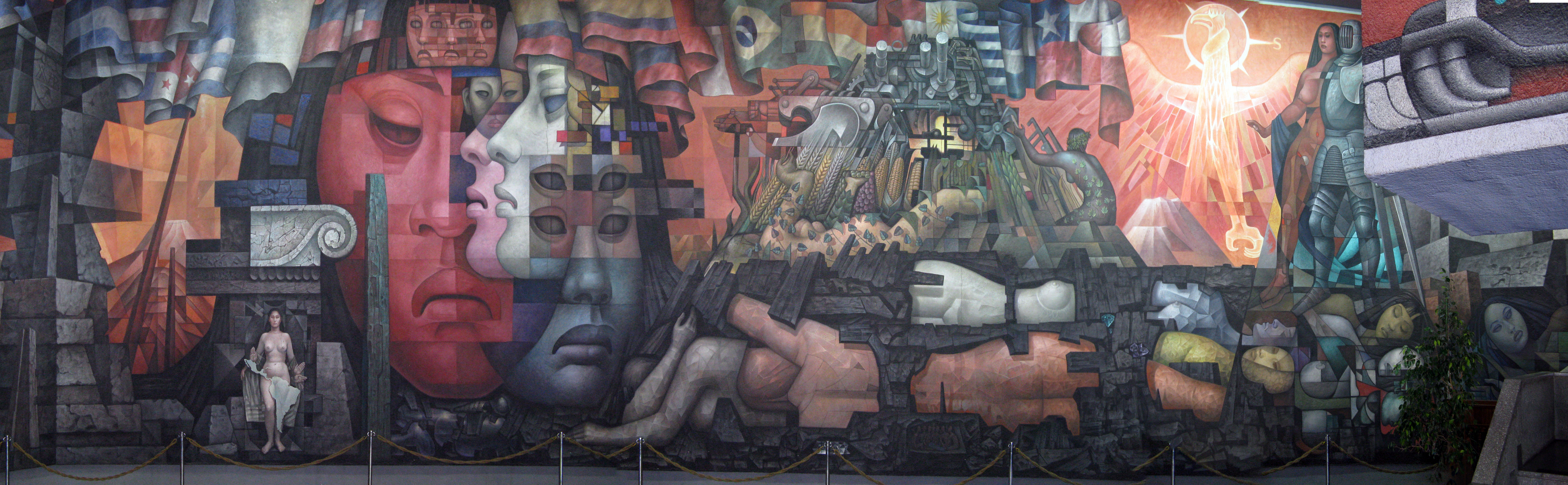
Del av Presencia de América Latina
Akrylfärg (ca 250 m²)
Jorge González Camarena, 1964–1965
Universidad de Concepción i Concepción, Chile

## Historik
De äldsta målningar man känner till är utförda på grottväggar under äldre stenåldern. I karstgrottorna i Maros-Pangkep, på sydvästra Sulawesi i Indonesien, har man hittat över 40 000 år gamla grottmålningar föreställande djur.
När människor blev mer bofasta, under yngre stenåldern, kom även husväggar att förses med målningar, som då också kunde få ett särskilt förberett underlag, såsom kalkputs. I södra Anatolien, i Turkiet, har man vid utgrävningar av den neolitiska staden Çatalhöyük, befolkad 7400–6000 f.kr., hittat al secco-väggmålningar i husen.
I Mesopotamien användes främst seccoteknik. Även i det forntida Egypten användes seccoteknik, men där föredrogs gips som målningsunderlag.
Fynd från den egeiska kulturen tyder på att man åtminstone i minoisk konst började använda sig av al fresco-teknik. I den senare etruskiska konsten dominerade freskotekniken, liksom i sen klassisk grekisk konst och hellenistisk konst, där seccotekniken i stort sett var begränsad till kompletterande insatser på freskomålningar. I den romerska konsten förekom däremot både freskomåleri och rena seccomålningar.
Fynd från det bysantinska Egypten har visat att enkaustik då även användes för muralmålning.

Vid Sigiriya i Sri Lanka finns målningar från 400-talet utförda i så kallad fresco lustro-teknik, vilken kan beskrivas som en al fresco-teknik där organiska bindemedel används både i den kalkputs man målar på och tillsammans med pigmenten vid målning. Målningen poleras också, varvid pigmenten kommer längre in i underlaget och ytan får en särskild glans. I indiska muralmålningar ses genom historien en utveckling från seccoteknik till mer inslag av freskoteknik. Även där togs fresco lustro-tekniken så småningom upp, framför allt i Rajasthan.
I det precolumbianska Mesoamerika användes både freskoteknik och en teknik med temperaliknande färg på lergrund. Från precolumbianska kulturer i Anderna har man inte hittat målningar utförda al fresco; de har vanligen gjorts på ett underlag av puts, som ofta försetts med ett täckande lager grundfärg innan målningen påbörjades.
Under medeltiden i Europa dominerade freskotekniken på många håll, särskilt under romansk tid. I Norden ses bevarade romanska freskomålningar främst i kyrkor från tidig dansk medeltid, omkring 1100–1250, vilket hänger ihop med det stora antal stenkyrkor som byggdes just under denna tid. I Norden har många av de tidigaste kyrkornas väggmålningar gått förlorade, eftersom de ofta var träkyrkor, som inte ger samma hållbarhet, och många ersattes efter hand av stenkyrkor.
Söder om Alperna fortsatte freskotekniken att dominera även under den senare medeltiden, medan man i nordligare områden i allmänhet gick över till seccoteknik under gotiken, från mitten av 1200-talet, bland annat i Danmark och Sverige.
Det italienska muralmåleriet hade en storhetstid under renässansen, och många av de idag mest kända verken härstammar från denna tid. Muralmålningen fick dock allt hårdare konkurrens från nya tekniker, inte minst oljemålning och underlag som träpannå och målarduk.
Under barockens tid i Europa hade muralmåleriet förlorat sin starka roll, men en del verk beställdes för utsmyckning av palats och i början inte minst för motreformationens byggen. Därefter stagnerade muralmåleriet till stor del, innan det fick ny kraft under 1900-talet.
Den mexikanska muralismen växte fram som konströrelse under 1920-talet, efter den mexikanska revolutionen (1910–1920), och fortsatte, i varierande form, vara livaktig i årtionden.
Internationellt kom den mexikanska muralismen att väcka ett nytt intresse för muralmåleri som konstform, och då ofta i sociopolitiskt engagerad form. Särskilt stor spridning fick muralismen i Latinamerika, där muralmåleriet har en fortsatt stark ställning, men även i andra länder fick den stor betydelse. Inte minst har den varit inspiration för street art, eller gatukonst, då den också förde med sig en kreativ attityd, där konsten skulle vara engagerande och tillgänglig för alla; den skulle inte vara något som begränsades till gallerier och museer. Chicanokonsten som växte fram under 1960-talet i USA är ett exempel på detta.

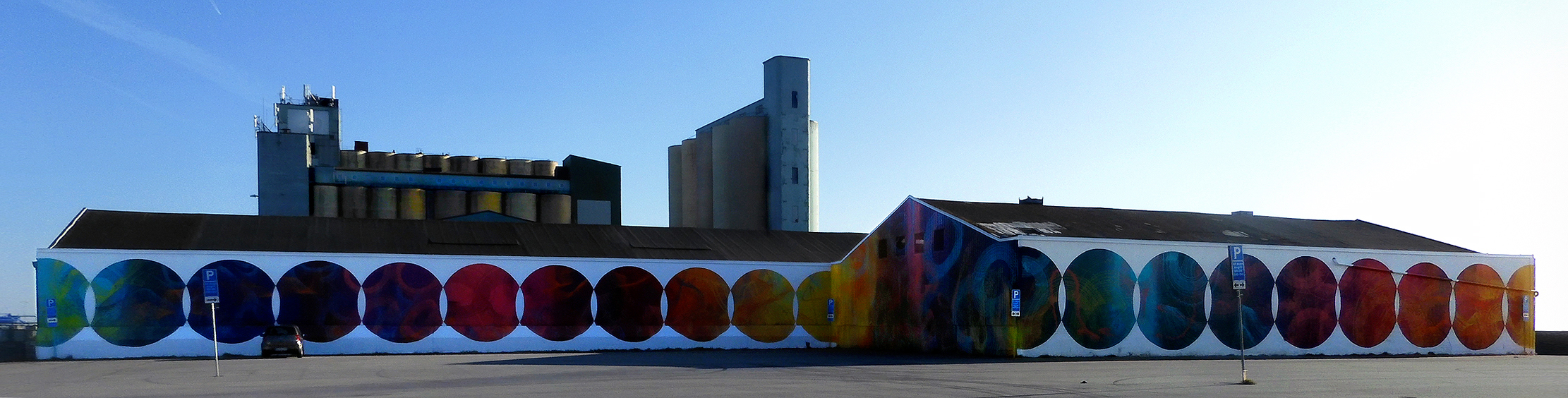
En 90 meter lång muralmålning vid en parkeringsplats i Ystads hamn.
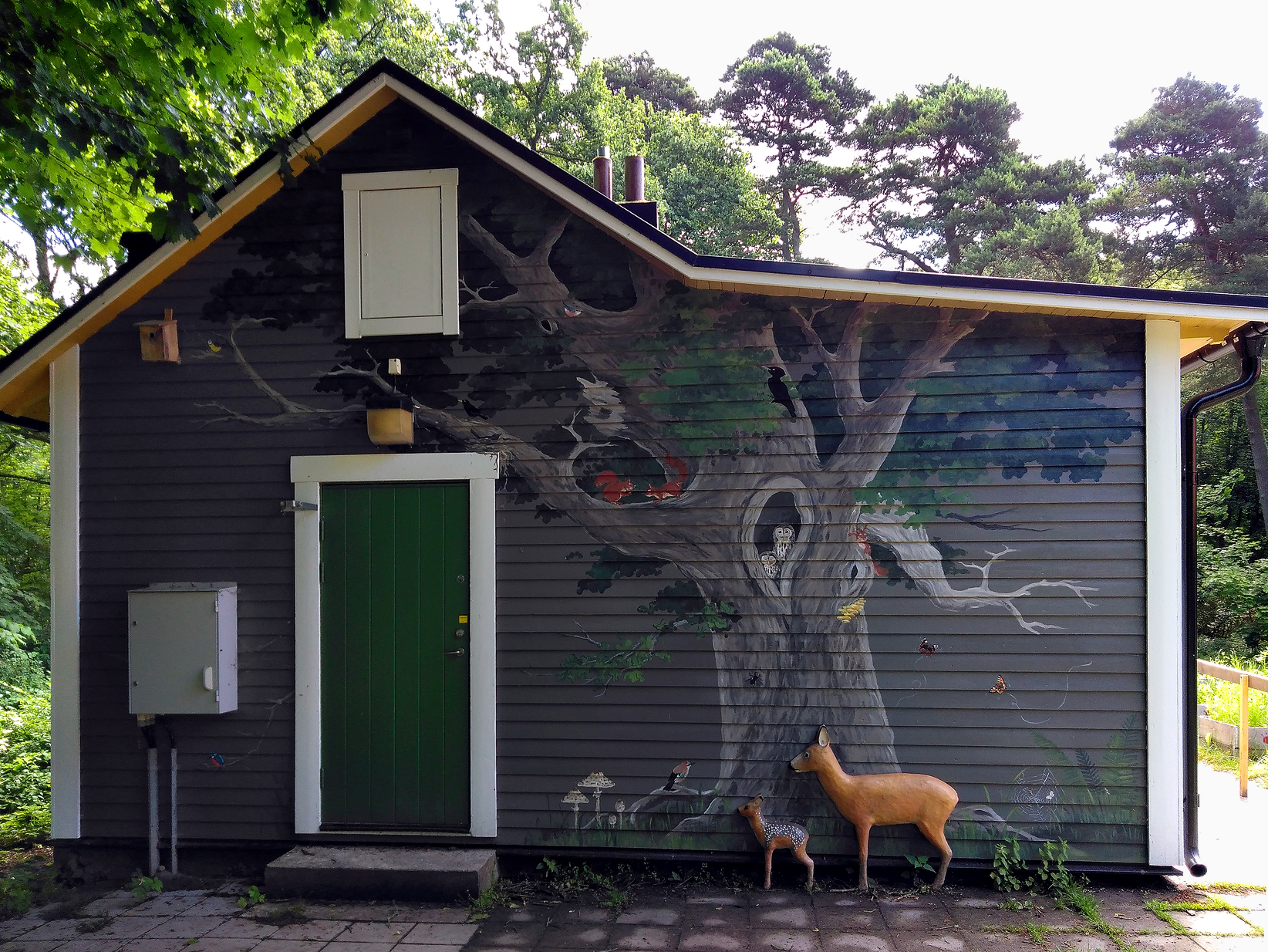
Målning med akrylfärg vid Marietorps naturskola i Ystad 2024.